# Sioux Rapids (Iowa)
Sioux Rapids es una ciudad ubicada en el condado de Buena Vista en el estado estadounidense de Iowa. En el Censo de 2010 tenía una población de 775 habitantes y una densidad poblacional de 363,58 personas por km².

## Geografía
Sioux Rapids se encuentra ubicada en las coordenadas 42°53′30″N 95°8′55″O / 42.89167, -95.14861. Según la Oficina del Censo de los Estados Unidos, Sioux Rapids tiene una superficie total de 2.13 km², de la cual 2.13 km² corresponden a tierra firme y (0%) 0 km² es agua.

## Demografía
Según el censo de 2010, había 775 personas residiendo en Sioux Rapids. La densidad de población era de 363,58 hab./km². De los 775 habitantes, Sioux Rapids estaba compuesto por el 94.32% blancos, el 0.65% eran afroamericanos, el 0.13% eran amerindios, el 0.39% eran asiáticos, el 0% eran isleños del Pacífico, el 3.87% eran de otras razas y el 0.65% pertenecían a dos o más razas. Del total de la población el 8.39% eran hispanos o latinos de cualquier raza.